# Fussballclub Aarau 1902 2003-2004
Questa voce raccoglie le informazioni riguardanti il Fussballclub Aarau 1902 nelle competizioni ufficiali della stagione 2003-2004.

## Stagione
Nella stagione 2003-2004 l'Aarau, allenato da Alain Geiger e Martín Rueda, concluse il campionato di Super League all'8º posto.

## Rosa
| N. |                     | Ruolo | Calciatore        |
| -- | ------------------- | ----- | ----------------- |
| 2  | Svizzera (bandiera) | D     | Flavio Schmid     |
| 3  | Italia (bandiera)   | D     | Davide Moretto    |
| 4  | Svizzera (bandiera) | D     | Stephan Keller    |
| 5  | Svizzera (bandiera) | D     | Sven Christ       |
| 6  | Svizzera (bandiera) | C     | Gerardo Seoane    |
| 7  | Svizzera (bandiera) | A     | Patrick de Napoli |
| 8  | Ghana (bandiera)    | C     | Charles Wittl     |
| 9  | Svizzera (bandiera) | A     | Rainer Bieli      |
| 10 | Polonia (bandiera)  | C     | Marek Citko       |
| 11 | Spagna (bandiera)   | C     | Carlos Varela     |
| 12 | Brasile (bandiera)  | D     | Paulinho          |
| 14 | Burundi (bandiera)  | C     | David Opango      |

| N. |                                | Ruolo | Calciatore              |
| -- | ------------------------------ | ----- | ----------------------- |
| 15 | Brasile (bandiera)             | D     | Ze Luiz                 |
| 15 | Serbia e Montenegro (bandiera) | A     | Borko Marinkovic        |
| 16 | Svizzera (bandiera)            | C     | Alain Schultz           |
| 17 | Georgia (bandiera)             | A     | Mikhail Kavelashvili    |
| 18 | Svizzera (bandiera)            | P     | Swen König              |
| 19 | Camerun (bandiera)             | D     | Jean-Pierre Tcheutchoua |
| 20 | Svizzera (bandiera)            | D     | Alexandre de Freitas    |
| 21 | Svizzera (bandiera)            | D     | Arnaud Bühler           |
| 22 | Benin (bandiera)               | C     | Alain Gaspoz            |
| 23 | Svizzera (bandiera)            | P     | Massimo Colomba         |
| 24 | Svizzera (bandiera)            | D     | Matteo Vanetta          |

## Organigramma societario
Area tecnica
- Allenatore: Martín Rueda
- Allenatore in seconda:
- Preparatore dei portieri:
- Preparatori atletici:

## Calciomercato

### Sessione estiva
| Acquisti | Acquisti                | Acquisti     | Acquisti |
| R.       | Nome                    | da           | Modalità |
| -------- | ----------------------- | ------------ | -------- |
| D        | Paulinho                | Baden        |          |
| D        | Arnaud Bühler           | Losanna      |          |
| C        | Carlos Varela           | Basilea      |          |
| D        | Sven Christ             | Magonza      |          |
| D        | Alexandre de Freitas    | Baden        |          |
| C        | Alain Gaspoz            | Servette     |          |
| A        | Borko Marinkovic        | Slavia Sofia |          |
| C        | Alain Schultz           | Wohlen       |          |
| D        | Jean-Pierre Tcheutchoua | Sion         |          |

| Cessioni | Cessioni         | Cessioni          | Cessioni |
| R.       | Nome             | a                 | Modalità |
| -------- | ---------------- | ----------------- | -------- |
| D        | Marco Walker     | Magonza           |          |
| P        | Ivan Benito      | Pistoiese         |          |
| C        | Manuel Bühler    | Grasshoppers      |          |
| A        | Frédéric Chassot | YF Juventus       |          |
| C        | David Degen      | Basilea           |          |
| C        | Roman Friedli    | Young Boys        |          |
| C        | Elvir Melunovic  | Young Boys        |          |
| C        | Francesco Nucera | Wohlen            |          |
| A        | Christian Okpala | Unterhaching      |          |
| D        | Frédéric Page    | Union Berlino     |          |
| D        | Emanuel Pogatetz | Grazer AK         |          |
| C        | Manuel Schenker  | Concordia Basilea |          |
| A        | Serhij Skačenko  | Karpaty           |          |

### Sessione invernale
| Acquisti | Acquisti             | Acquisti | Acquisti |
| R.       | Nome                 | da       | Modalità |
| -------- | -------------------- | -------- | -------- |
| A        | Mikhail Kavelashvili | Sion     |          |
| D        | Stephan Keller       | Zurigo   |          |
| D        | Ze Luiz              | Fénix    |          |

| Cessioni | Cessioni      | Cessioni     | Cessioni |
| R.       | Nome          | a            | Modalità |
| -------- | ------------- | ------------ | -------- |
| D        | Luca Denicolá | Grasshoppers |          |

## Risultati

### Super League

#### Prima fase, girone di andata
| Arbitro: | Busacca |

|                  |           |            |
| Walker 5’ (aut.) | Marcatori | 41’ Walker |

| Arbitro: | Wildhaber |

|                       |           |                  |
| Varela 20’ Walker 52’ | Marcatori | 30’ (rig.) Núñez |

| San Gallo 26 luglio 2003, ore 19:30 CEST 3ª giornata | San Gallo | 0 – 0 referto | Aarau | Stadio Espenmoos (8 500 spett.)\| Arbitro: \| Bertolini \| |
| Arbitro:                                             | Bertolini |               |       |                                                            |

| Arbitro: | Rogalla |

|            |           |                   |
| Varela 90’ | Marcatori | 46’ (aut.) Walker |

| Arbitro: | Petignat |

|                                |           |               |
| Yakın 21’ Rossi 69’ Huggel 79’ | Marcatori | 59’ de Napoli |

| Arbitro: | Etter |

|                           |           |            |
| Bieli 26’, 48’ Schmid 90’ | Marcatori | 89’ Magnin |

| Arbitro: | Rutz |

|  |           |                 |
|  | Marcatori | 6’ (aut.) Barea |

| Arbitro: | Busacca |

|                              |           |                                      |
| Bieli 11’ de Napoli 44’, 62’ | Marcatori | 28’ (aut.) Vanetta 33’ Gygax 53’ Nef |

| Arbitro: | Laperrière |

|             |           |  |
| Fabinho 81’ | Marcatori |  |

#### Prima fase, girone di ritorno
| Arbitro: | Hofmann |

|               |           |                        |
| de Napoli 46’ | Marcatori | 11’ Schneider 60’ Rama |

| Arbitro: | Meier |

|                                |           |                           |
| Spycher 50’ Vanetta 67’ (aut.) | Marcatori | 22’ Seoane 51’, 62’ Bieli |

| Arbitro: | Circhetta |

|                               |           |                   |
| Tcheutchoua 3’ Bieli 18’, 27’ | Marcatori | 55’ Tachie-Mensah |

| Arbitro: | Rogalla |

|                              |           |             |
| Kader 20’, 90’ Aziawonou 50’ | Marcatori | 41’ Vanetta |

| Arbitro: | Leuba |

|                   |           |                          |
| de Napoli 6’, 66’ | Marcatori | 27’ Chipperfield 54’ Tum |

| Arbitro: | Beck |

|                                          |           |                                           |
| Chapuisat 43’, 44’, 61’ Häberli 45’, 49’ | Marcatori | 4’ de Napoli 81’ (rig.) Wittl 90’ Moretto |

| Arbitro: | Laperrière |

|           |           |            |
| Bieli 18’ | Marcatori | 90’ M'Futi |

| Arbitro: | Etter |

|                                         |           |                 |
| Petrosyan 4’ Matić 56’ Nef 68’ Muff 90’ | Marcatori | 32’, 43’ Varela |

| Arbitro: | Nobs |

|                |           |             |
| de Freitas 45’ | Marcatori | 68’ Fabinho |

#### Seconda fase, girone di andata
| Arbitro: | Busacca |

|                        |           |                                         |
| Opango 1’ Paulinho 85’ | Marcatori | 8’, 54’ Muff 11’ Petrosyan 90’ Džemaili |

| Arbitro: | Rogalla |

|                                                           |           |                            |
| Rama 2’ Hodžić 15’ Zanni 21’ Raimondi 40’ Gerber 56’, 75’ | Marcatori | 17’, 50’, 76’ Kavelashvili |

| Arbitro: | Leuba |

|           |           |            |
| Nushi 32’ | Marcatori | 4’ Vanetta |

| Arbitro: | Petignat |

|  |           |           |
|  | Marcatori | 50’ Kader |

| Arbitro: | Circhetta |

|                       |           |                          |
| Knez 5’ Melunovic 71’ | Marcatori | 40’ Varela 59’ de Napoli |

| Arbitro: | Rutz |

|                                   |           |               |
| Kavelashvili 15’ Citko 45’ (rig.) | Marcatori | 11’, 24’ Gane |

| Arbitro: | Wildhaber |

|                            |           |            |
| Giménez 43’, 76’ Rossi 71’ | Marcatori | 27’ Opango |

| Arbitro: | Leuba |

|                                        |           |  |
| Citko 27’ (rig.) Seoane 38’ Varela 90’ | Marcatori |  |

| Arbitro: | Rutz |

|                                        |           |                  |
| Forschelet 12’, 72’ M'Futi 87’ Rey 90’ | Marcatori | 80’ Kavelashvili |

#### Seconda fase, girone di ritorno
| Arbitro: | Rogalla |

|                     |           |  |
| Citko 23’ Bieli 90’ | Marcatori |  |

| Arbitro: | Petignat |

|                     |           |  |
| Marić 24’ Jairo 87’ | Marcatori |  |

| Arbitro: | Meßner |

|                                                 |           |  |
| Wittl 4’ Tcheutchoua 61’ Zuberbühler 78’ (aut.) | Marcatori |  |

| Arbitro: | Nobs |

|                                        |           |            |
| Núñez 25’ (rig.), 29’, 78’ (rig.), 84’ | Marcatori | 80’ Opango |

| Arbitro: | Circhetta |

|  |           |             |
|  | Marcatori | 58’ Häberli |

| Arbitro: | Busacca |

|            |           |           |
| Mesbah 26’ | Marcatori | 45’ Bieli |

| Arbitro: | Rogalla |

|                                      |           |  |
| Bieli 34’, 38’ Kavelashvili 59’, 77’ | Marcatori |  |

| Arbitro: | Circhetta |

|                  |           |                            |
| Citko 42’ (rig.) | Marcatori | 28’ Raimondi 85’ Rodríguez |

| Arbitro: | Etter |

|                                                |           |                  |
| Yasar 10’ Di Jorio 59’ Petrosyan 68’ Matić 71’ | Marcatori | 23’ Kavelashvili |

## Statistiche

### Statistiche di squadra
| Competizione | Punti | In casa | In casa | In casa | In casa | In casa | In casa | In trasferta | In trasferta | In trasferta | In trasferta | In trasferta | In trasferta | Totale | Totale | Totale | Totale | Totale | Totale | DR  |
| Competizione | Punti | G       | V       | N       | P       | Gf      | Gs      | G            | V            | N            | P            | Gf           | Gs           | G      | V      | N      | P      | Gf     | Gs     | DR  |
| ------------ | ----- | ------- | ------- | ------- | ------- | ------- | ------- | ------------ | ------------ | ------------ | ------------ | ------------ | ------------ | ------ | ------ | ------ | ------ | ------ | ------ | --- |
| Super League | 38    | 18      | 7       | 6       | 5       | 34      | 23      | 18           | 2            | 5            | 11           | 23           | 46           | 36     | 9      | 11     | 16     | 57     | 69     | -12 |
| Totale       | 38    | 18      | 7       | 6       | 5       | 34      | 23      | 18           | 2            | 5            | 11           | 23           | 46           | 36     | 9      | 11     | 16     | 57     | 69     | -12 |

### Andamento in campionato
| Giornata  | 1 | 2 | 3 | 4 | 5 | 6 | 7 | 8 | 9 | 10 | 11 | 12 | 13 | 14 | 15 | 16 | 17 | 18 | 19 | 20 | 21 | 22 | 23 | 24 | 25 | 26 | 27 | 28 | 29 | 30 | 31 | 32 | 33 | 34 | 35 | 36 |
| --------- | - | - | - | - | - | - | - | - | - | -- | -- | -- | -- | -- | -- | -- | -- | -- | -- | -- | -- | -- | -- | -- | -- | -- | -- | -- | -- | -- | -- | -- | -- | -- | -- | -- |
| Luogo     | T | C | T | C | T | C | T | C | T | C  | T  | C  | T  | C  | T  | C  | T  | C  | C  | T  | T  | C  | T  | C  | T  | C  | T  | C  | T  | C  | T  | C  | T  | C  | C  | T  |
| Risultato | N | V | N | N | P | V | V | N | P | P  | V  | V  | P  | N  | P  | N  | P  | N  | P  | P  | N  | P  | N  | N  | P  | V  | P  | V  | P  | V  | P  | P  | N  | V  | P  | P  |
| Posizione | 5 | 4 | 5 | 4 | 5 | 5 | 3 | 4 | 4 | 5  | 4  | 4  | 4  | 4  | 4  | 4  | 4  | 4  | 6  | 6  | 6  | 7  | 7  | 8  | 8  | 7  | 8  | 8  | 8  | 8  | 8  | 8  | 8  | 8  | 8  | 8  |

Legenda:

Luogo: C = Casa; T = Trasferta. Risultato: V = Vittoria; N = Pareggio; P = Sconfitta.

### Statistiche dei giocatori
| R. Bieli        | 36 | 12 | 3  | 0 |
| A. Bühler       | 22 | 0  | 4  | 0 |
| S. Christ       | 24 | 0  | 3  | 0 |
| M. Citko        | 24 | 4  | 1  | 0 |
| M. Colomba      | 35 | 0  | 0  | 0 |
| L. Denicolá     | 15 | 0  | 0  | 0 |
| A. Gaspoz       | 26 | 0  | 9  | 1 |
| M. Kavelashvili | 16 | 8  | 0  | 0 |
| S. Keller       | 12 | 0  | 3  | 1 |
| S. König        | 1  | 0  | 0  | 0 |
| Z. Luiz         | 2  | 0  | 0  | 0 |
| B. Marinkovic   | 4  | 0  | 1  | 0 |
| D. Moretto      | 13 | 1  | 1  | 1 |
| D. Opango       | 20 | 3  | 6  | 0 |
| P. Paulinho     | 17 | 1  | 0  | 0 |
| F. Schmid       | 26 | 1  | 4  | 0 |
| A. Schultz      | 17 | 0  | 0  | 0 |
| G. Seoane       | 30 | 2  | 8  | 0 |
| J. Tcheutchoua  | 26 | 2  | 7  | 0 |
| M. Vanetta      | 34 | 2  | 6  | 0 |
| C. Varela       | 28 | 6  | 10 | 1 |
| M. Walker       | 5  | 2  | 1  | 0 |
| C. Wittl        | 27 | 2  | 4  | 0 |
| A. de Freitas   | 5  | 1  | 1  | 0 |
| P. de Napoli    | 30 | 8  | 8  | 1 |